# Bułgarski Kościół Prawosławny (Synod alternatywny)
Bułgarski Kościół Prawosławny (Synod alternatywny) – niekanoniczna prawosławna struktura kościelna uznająca się za prawdziwego kontynuatora tradycji Bułgarskiego Kościoła Prawosławnego. 
W 1992 sześciu biskupów Bułgarskiego Kościoła Prawosławnego na czele z metropolitą newrokopskim Pimenem ogłosiło patriarchę Maksyma uzurpatorem tronu patriarszego. Podstawą dla tego twierdzenia był fakt, iż wybór Maksyma w 1971 miał miejsce na w pełni kontrolowanym przez władze państwowe soborze lokalnym, został zatem zdaniem protestujących dokonany wbrew kanonom cerkiewnym. Patriarcha został również oskarżony o współpracę ze służbami bezpieczeństwa obalonego systemu. Twierdzenia Pimena i jego zwolenników zostały odrzucone przez większość bułgarskich biskupów prawosławnych. Patriarcha pozostał na urzędzie, natomiast Pimen i popierający go biskupi wystąpili z Bułgarskiego Kościoła Prawosławnego i powołali własną strukturę o tej samej nazwie. Nieformalnie są określani jako Synod alternatywny. Na jego czele – jako nieuznawany przez żaden kanoniczny Kościół prawosławny patriarcha – stanął w 1996 Pimen. Po jego śmierci w 1999 zwierzchnikiem Synodu został Innocenty (niekanoniczny metropolita Sofii), a w 2005 – niekanoniczny metropolita Płowdiw Borys. 
Do 2002 Synod alternatywny cieszył się poparciem bułgarskich partii demokratycznych, natomiast zwolennikami patriarchy Maksyma byli postkomuniści. Po tym roku Synod zaczął zdecydowanie tracić wpływy, obecnie identyfikuje się z nim bliżej nieokreślona mniejszość prawosławnych Bułgarów. W 2004 władze Bułgarii, powołując się na niemożliwość działania w jednym państwie dwóch struktur religijnych o tej samej nazwie, siłą odebrała Synodowi alternatywnemu wszystkie przejęte przezeń wcześniej budynki sakralne.
22 stycznia 2009 Europejski Trybunał Praw Człowieka nakazał wycofanie tej decyzji. Patriarcha Maksym zadeklarował jednak, iż nie wykona wyroku i zyskał poparcie premiera kraju oraz innych kanonicznych Kościołów prawosławnych. Od marca 2009 prowadzone są negocjacje między Bułgarskim Kościołem Prawosławnym a Synodem alternatywnym, które mają na celu likwidację rozłamu.
W 2012 zwierzchnik Kościoła, metropolita Innocenty (Petrow), zapowiedział chęć powrotu do kanonicznego Patriarchatu Bułgarii. Synod Kościoła przyjął jego prośbę i mianował go biskupem krupniskim, wikariuszem metropolii starozagorskiej.